# フィエッソ・ウンベルティアーノ
フィエッソ・ウンベルティアーノ（伊: Fiesso Umbertiano）は、イタリア共和国ヴェネト州ロヴィーゴ県にある、人口約3,900人の基礎自治体（コムーネ）。

## 地理

### 位置・広がり

#### 隣接コムーネ
隣接するコムーネは以下の通り。
- カナーロ
- カステルグリエルモ
- フラッシネッレ・ポレージネ
- オッキオベッロ
- ピンカーラ
- スティエンタ

### 気候分類・地震分類
フィエッソ・ウンベルティアーノにおけるイタリアの気候分類 (it) および度日は、zona E, 2329 GGである。
また、イタリアの地震リスク階級 (it) では、zona 3 (sismicità bassa) に分類される。

## 行政

### 分離集落
フィエッソ・ウンベルティアーノには、以下の分離集落（フラツィオーネ）がある。
- Capitello, Ospitaletto, Piacentina